# استلا بلوخ
استلا بلوخ (انگلیسی: Stella Bloch؛ ۱۸ دسامبر ۱۸۹۷ – ۲۰ ژانویهٔ ۱۹۹۹) رقصنده، روزنامه‌نگار و تصویرگر یهودی اهل ایالات متحده آمریکا بود.
طراحی‌ها و تصاویری از بلوخ و طراحی‌ها و نقاشی‌هایی که وی خالق آن بوده در دانشگاه هاروارد وجود دارد، همچنین کتابخانه عمومی نیویورک مقالات زیادی از وی را نگه‌داری میکند.